# Mainz-Bingen
Mainz-Bingen là một huyện (Kreis) ở phía đông của Rheinland-Pfalz, Đức. Các huyện giáp ranh (từ phía bắc theo chiều kim đồng hồ) là: Rheingau-Taunus, các thành phố không thuộc huyện Wiesbaden và Mainz, the districts Groß-Gerau, Alzey-Worms, Bad Kreuznach, Rhein-Hunsrück.

## Lịch sử
Trong thời Pháp chiếm đóng trong thời kỳ Napoleon, huyện này thuộc tỉnh Donnersberg (fr.:Mont-Tonnerre). Sau Hội nghị Viên, khu vực phía bắc của sông Nahe thuộc tỉnh Rhine của Phổ, còn phần lớn nhất lại trở thành lãnh thổ của Grand Duchy of Hesse với tên Rhenish Hesse. Năm 1835, huyện Mainz được thành lập, khi tỉnh Rheinhessen bị giải thể. Năm 1852, huyện Oppenheim được lập và lấy một số khu vực của huyện Mainz; năm 1938, huyện lại bị giải thể. Huyện có ranh giới như hiện nay vào năm 1969 khi các huyện Mainz và Bingen được sáp nhập.

## Địa lý
Sông chính chảy qua huyện này là sông Rhine, tạo thành đường lộ giới phía đông huyện. Tại Bingen, sông Nahe đổ vào Rhine sau khi chảy một đoạn ngắn qua huyện.

## Huy hiệu
| Coat of arms | Huy hiệu có ba bang lịch sử có ảnh hưởng đến huyện. Trên cùng là con đại bàng, bên trái là bánh xe của Mainz, bên phải là con sư tử của Palatinate (Kurpfalz). Huy hiệu do tiến sĩ Hans Leitermann thuộc Mainz thiết kế và được sử dụng năm 1970. |

## Thị xã và đô thị
| Thành phố không thuộc Verband            | Đô thị không thuộc Verband |
| ---------------------------------------- | -------------------------- |
| 1. Bingen am Rhein 2. Ingelheim am Rhein | 1. Budenheim               |

| Verbandsgemeinden | Verbandsgemeinden | Verbandsgemeinden |
| --- | --- | --- |
| - 1. Bodenheim 1. Bodenheim1 2. Gau-Bischofsheim 3. Harxheim 4. Lörzweiler 5. Nackenheim - 2. Gau-Algesheim 1. Appenheim 2. Bubenheim 3. Engelstadt 4. Gau-Algesheim1, 2 5. Nieder-Hilbersheim 6. Ober-Hilbersheim 7. Ockenheim 8. Schwabenheim an der Selz - 3. Guntersblum 1. Dolgesheim 2. Dorn-Dürkheim 3. Eimsheim 4. Guntersblum1 5. Hillesheim 6. Ludwigshöhe 7. Uelversheim 8. Weinolsheim 9. Wintersheim | - 4. Heidesheim am Rhein 1. Heidesheim am Rhein1 2. Wackernheim - 5. Nieder-Olm 1. Essenheim 2. Jugenheim in Rheinhessen 3. Klein-Winternheim 4. Nieder-Olm1, 2 5. Ober-Olm 6. Sörgenloch 7. Stadecken-Elsheim 8. Zornheim - 6. Nierstein-Oppenheim 1. Dalheim 2. Dexheim 3. Dienheim 4. Friesenheim 5. Hahnheim 6. Köngernheim 7. Mommenheim 8. Nierstein 9. Oppenheim1, 2 10. Selzen 11. Undenheim | - 7. Rhein-Nahe [seat: Bingen am Rhein] 1. Bacharach2 2. Breitscheid 3. Manubach 4. Münster-Sarmsheim 5. Niederheimbach 6. Oberdiebach 7. Oberheimbach 8. Trechtingshausen 9. Waldalgesheim 10. Weiler bei Bingen - 8. Sprendlingen-Gensingen 1. Aspisheim 2. Badenheim 3. Gensingen 4. Grolsheim 5. Horrweiler 6. Sankt Johann 7. Sprendlingen1 8. Welgesheim 9. Wolfsheim 10. Zotzenheim |
| 1thủ phủ của Verbandsgemeinde; 2thị xã | | |